# Adiantum pentadactylon
Adiantum pentadactylon là một loài dương xỉ trong họ Pteridaceae. Loài này được Langsd. & Fisch. mô tả khoa học đầu tiên năm 1810.